# 토요타 시에나
토요타 시에나(Toyota Sienna)는 토요타에서 제작하는 전륜구동 풀 사이즈 미니밴으로, 캠리의 전륜구동 플랫폼을 공유한다. 일본 시장에는 판매하지 않으며, 일본 시장에는 시에나 대신 알파드/벨파이어와 그란에이스가 판매되고 있다. 미국 인디애나주 프린스턴 현지공장에서 생산하며, 미국, 캐나다, 멕시코 시장에 주로 판매된다. 아시아 지역에서는 초기에는 대한민국과 대만에만 판매하였으나, 2021년 이후부터는 중국 현지에서도 전용 모델이 생산되어 판매되기 시작하였다. 대한민국 시장에는 시에나와 알파드가 모두 판매 중이다.
미국, 캐나다, 멕시코, 대한민국, 대만, 중국에서만 판매하기 때문에 우핸들 사양이 없으며, 계기판에는 마일(MPH)과 킬로미터(km/h) 단위로만 나온다.

## 1세대

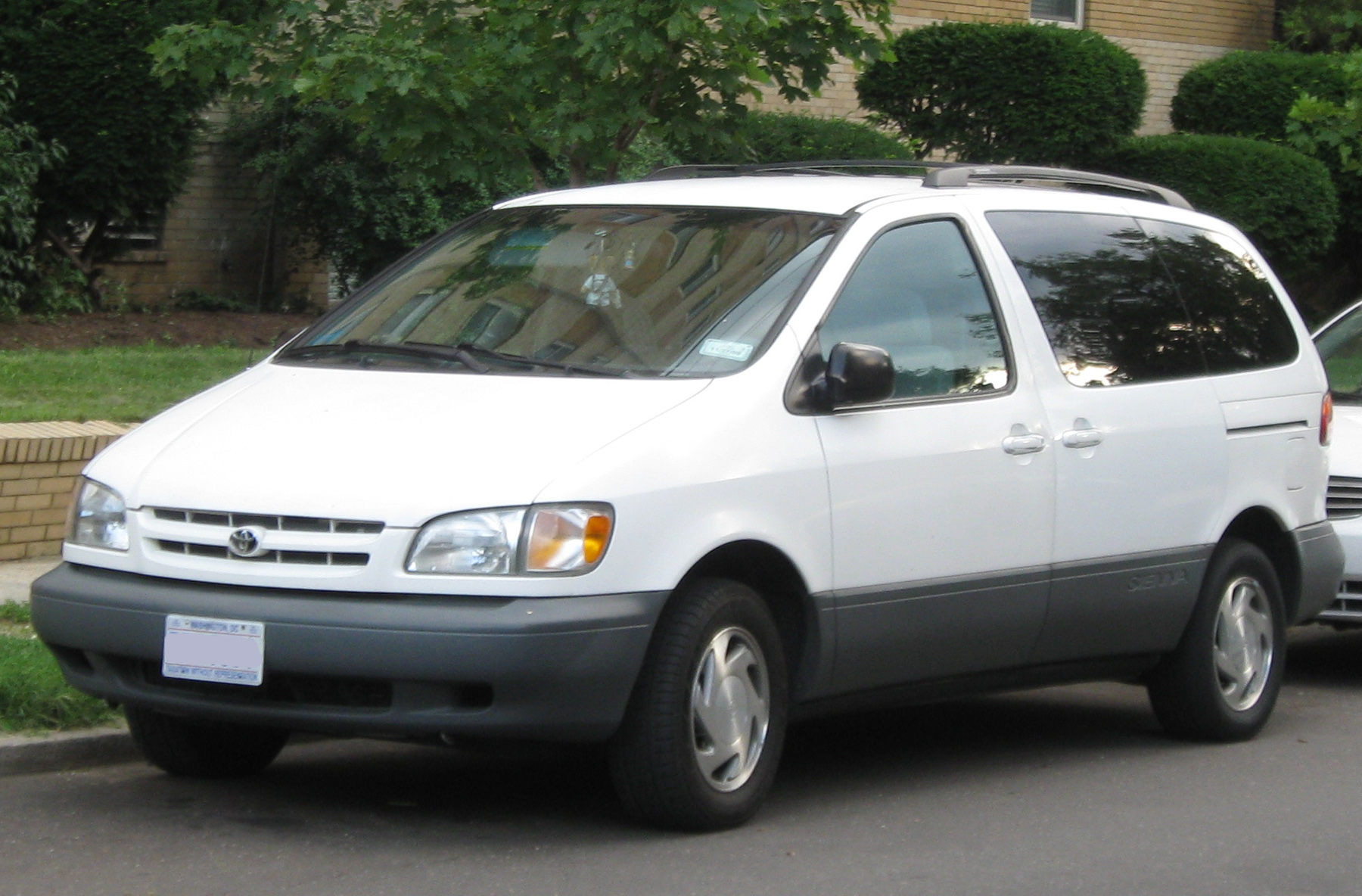
토요타 시에나(전기형) 정측면

기존에 판매되던 프레비아를 대체하여 1998년에 북미 시장 전략형 미니밴으로 선보였으며, 포드 윈드스타와 외형을 비슷하게 했다. 1세대는 토요타의 켄터키주 조지타운 현지공장에서 생산했다. 페이스리프트를 거쳐 범퍼 디자인과 라디에이터 그릴, 리어 램프에 변화를 줬다. 아발론/윈덤/ES에 달렸던 1MZ-FE V6 3.0리터 DOHC 엔진과 4단 자동변속기가 장착됐다.

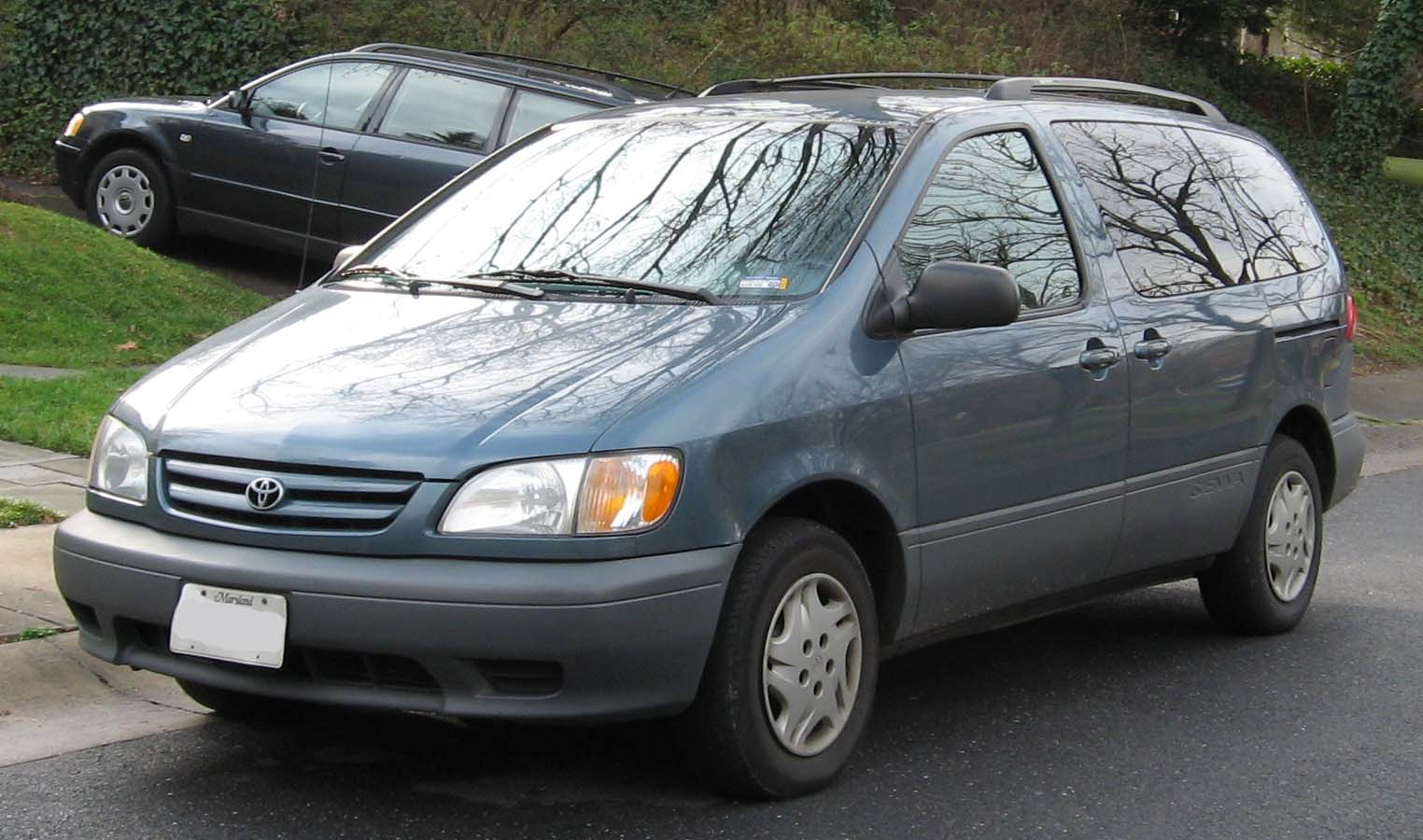
토요타 시에나(후기형) 정측면

## 2세대

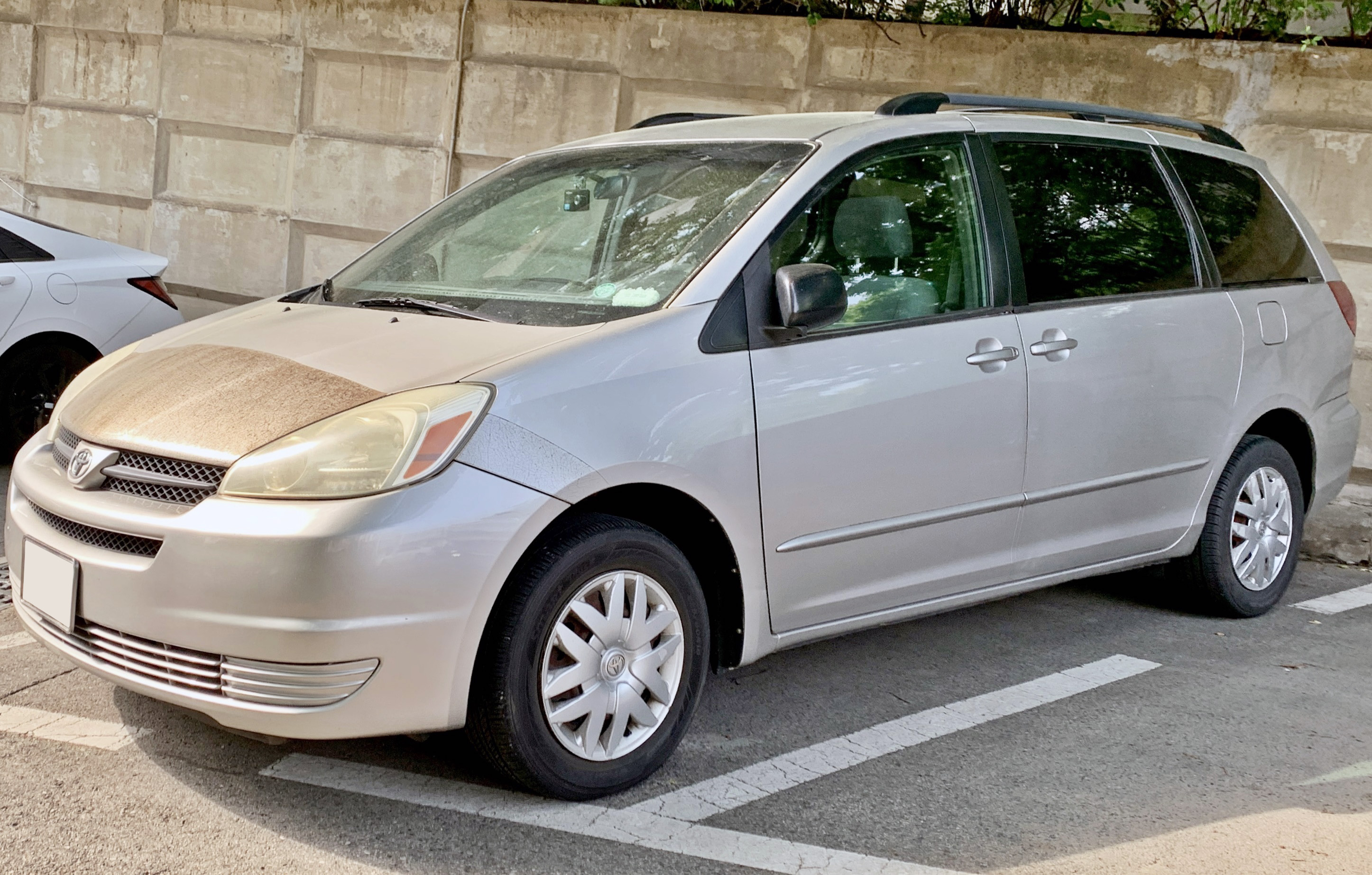
토요타 시에나(전기형) 정측면

2004년에 출시했으며, 생산지를 조지타운 현지공장에서 프린스턴 현지공장으로 옮겼다. 1세대에는 없었던 4륜구동 사양이 추가되었다. HID 헤드램프, 내비게이션, 후방 카메라, JBL 카스테레오 등 첨단 편의사양이 적용되었다. 2006년에 페이스리프트를 거쳐 운전석 파워 시트, LED 턴 시그널 램프, 블루투스 등의 편의 사양이 추가되었다.

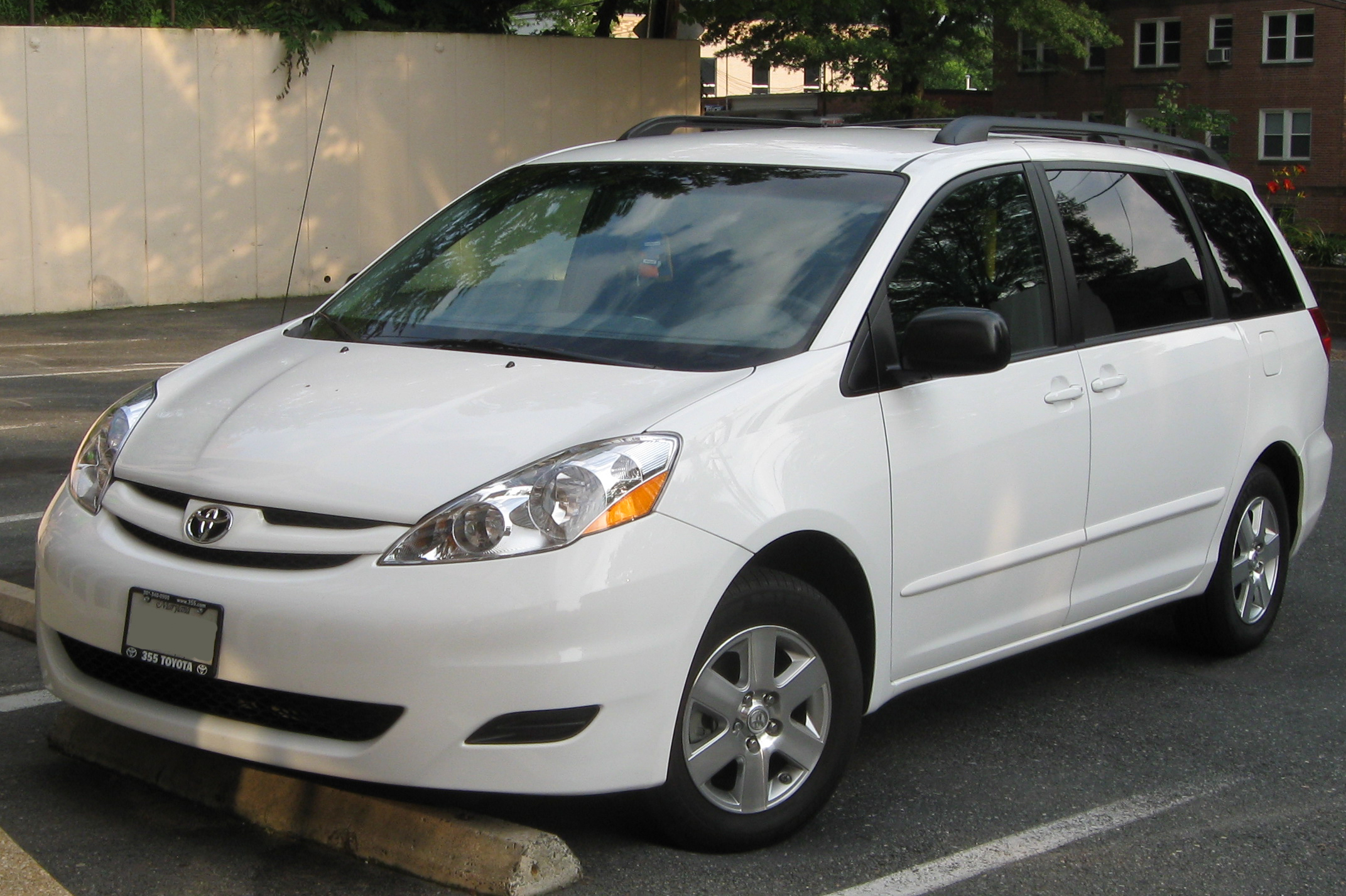
토요타 시에나(후기형) 정측면

## 3세대

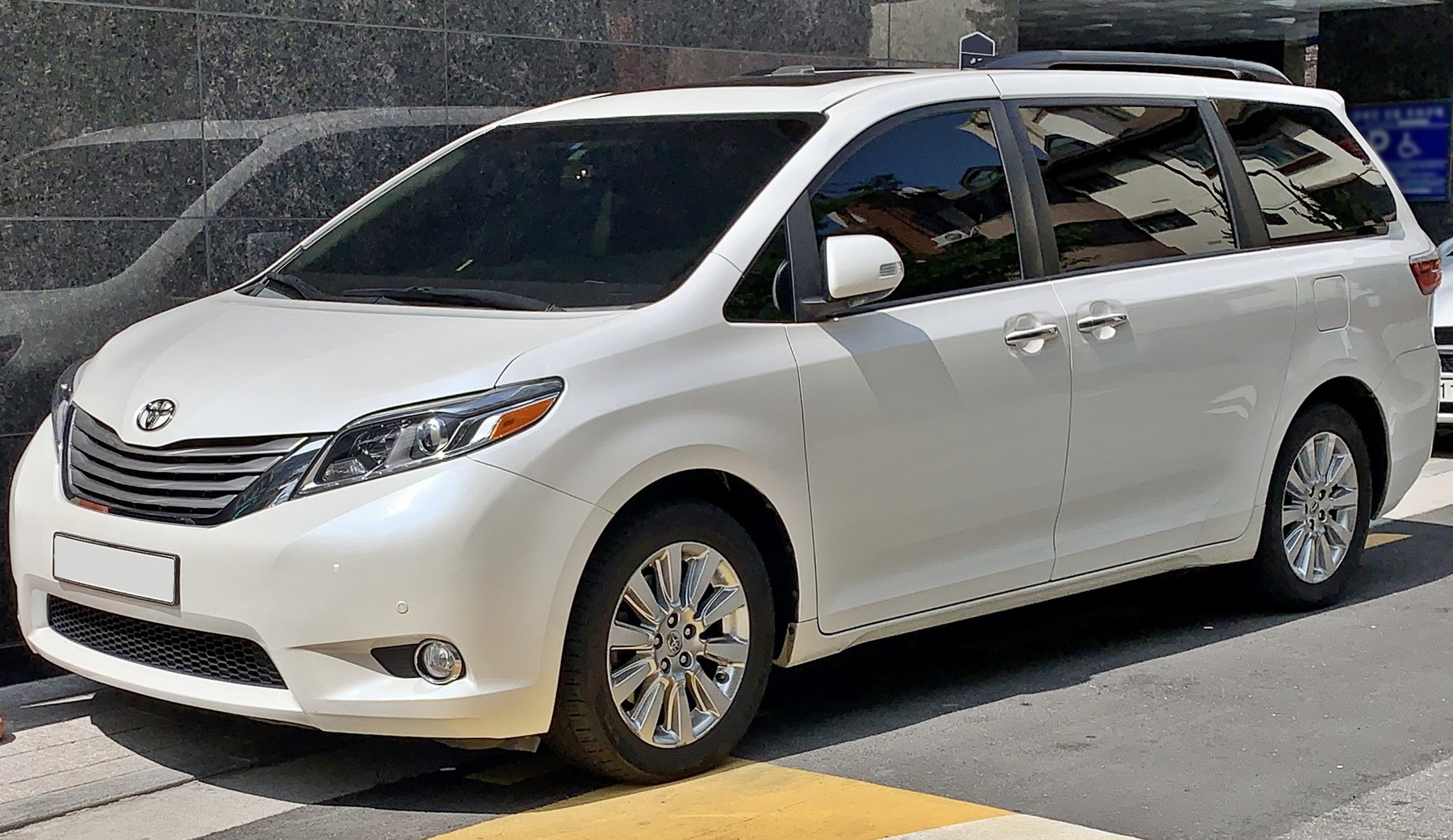
토요타 시에나(전기형) 정측면

2009년에 개최된 LA 오토쇼에서 첫 선을 보였고, 2010년에 출시되었다. 전자식 스티어링 휠, 버튼 시동 스마트 키 등이 적용됐으며, 미니밴 최초로 무릎 에어백이 적용되었다. 2열 시트는 발 받침대가 달린 오토만 시트가 적용됐다. 대한민국에는 미국과의 FTA가 체결되자 토요타 대한민국 법인에서 라인업 강화를 위해 프리미엄 미니밴을 표방하여 시에나를 출시하기로 결정하고, 2011년 3월에 열린 서울 모터쇼를 통해 공개했다. 같은 해 11월 1일에 토요타가 프린스턴 현지공장장을 초청하여 평택항 내 국제 자동차 부두에서 입항식을 열었으며, 11월 8일부터 시판에 들어갔다. 2014년형에는 TPMS(타이어 공기압 모니터링 시스템)와 스마트 키를 비롯해 미국형에만 적용되는 프라이버시 글래스가 2열과 3열, 후면에 추가로 적용됐다. 당초 토요타에서 대한민국의 제이씨현시스템과 합작하여 개발한 애프터 마켓형 내비게이션 시스템을 별도로 판매했지만, 2015년부터 순정 내비게이션 시스템이 추가됐다.
266마력 V6 3.5ℓ DOHC 엔진과 6단 자동변속기가 장착되며, 2014년 1월에는 AWD가 추가됐다. 2017년에 V6 3.5리터 DOHC 엔진은 301마력 직접분사형으로 바꿨으며, 자동변속기도 8단으로 변경됐다. 2015년에 내부 인테리어를 개선하고, 색다른 친 가족형 기능을 추가한 마이너 체인지를 감행하였다.
2017년 3월 22일에 페이스리프트 모델이 공개되었다. 4월 23일에 뉴욕 국제 오토쇼를 통해 공개와 동시에 판매를 개시했다. 페이스 리프트를 거치면서 캠리의 앞모습과 패밀리 룩을 이룬 앞부분이 바뀌었고, 차음유리와 운전보조장치(ADAS)를 기본적으로 적용됐다. 이 ADAS 시스템은 TSS-P로 불리고, 전방추돌경보, 레이더 크루즈컨트롤, 차선이탈경보 및 차선유지보조, 오토하이빔 등의 장비가 포함됐으며, 모든 트림에 기본으로 장착됐다. 그리고 뒷좌석 110V AC 플러그 또한 이 때부터 옵션으로 적용됐다. 대한민국에는 2018년 3월 19일에 페이스리프트 모델을 선보였으며, 상기의 뒷좌석 110V AC 플러그 옵션은 대한민국 환경에 맞춰서 시거 잭과 USB 포트로 대체했다.

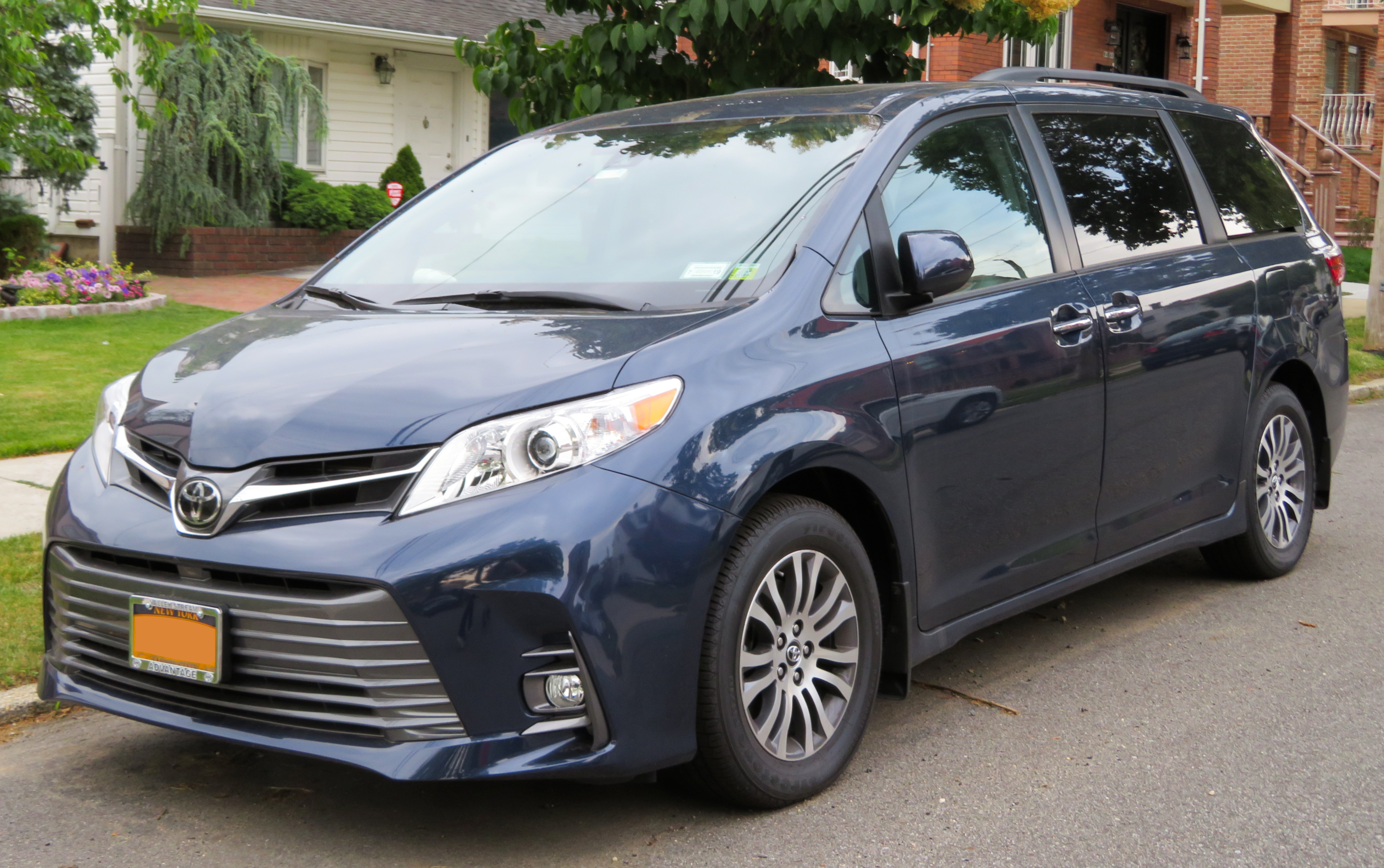
토요타 시에나(후기형) 정측면

## 4세대

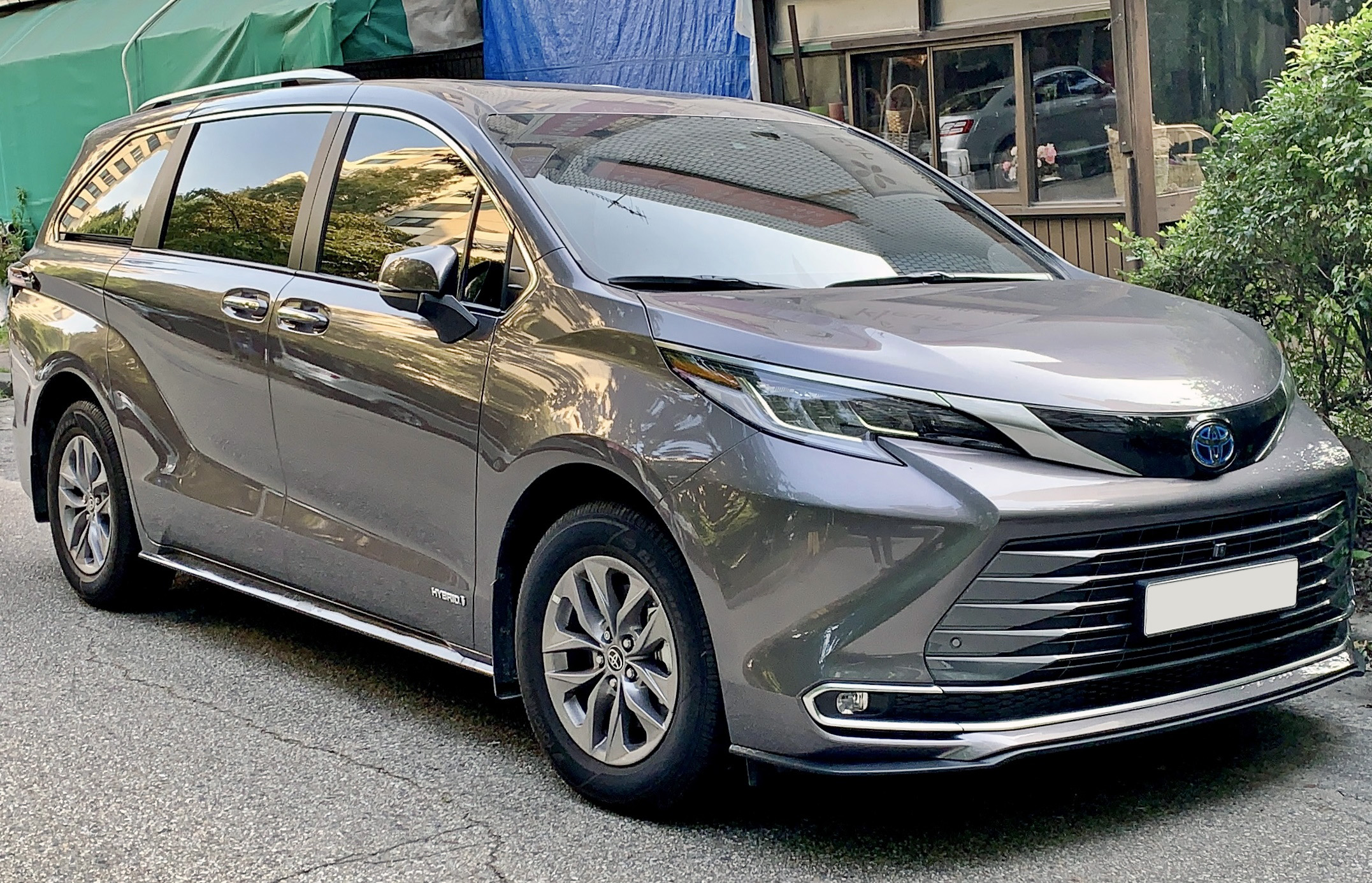
토요타 시에나 정측면

토요타의 신형 전륜구동 플랫폼인 TNGA-K 아키텍처를 적용하였으며, 전 세대보다 더욱 날렵해졌다. 이전 세대와 다르게 직렬 4기통 2.5리터 가솔린 하이브리드만 판매한다. 종전처럼 전륜구동과 4륜구동이 모두 나온다.
대한민국에는 2021년 4월 13일에 출시했으며, 전륜구동과 4륜구동이 모두 판매된다. 4세대 출시 초기에는 한국토요타에서 대한민국 시장에 전륜구동 모델을 고급 사양으로 내놓았으나, 부분변경을 거치면서 4륜구동 모델에도 사양을 강화했다.
4세대부터 중국에서도 현지 생산이 이루어졌으며, 내수용으로 판매한다. 광저우 토요타에서 생산한 차량은 시에나라는 명칭 그대로 판매되나, FAW 토요타는 이전에 토요타에서 판매했던 미니밴의 이름인 그란비아의 이름을 가져와서 판매한다.